# Розе, Ян Янович
Ян Янович Розе (24 июня 1919, Крутинский район — 2 декабря 2000, Рига) — командир отделения взвода пешей разведки 123-го гвардейского стрелкового полка 43-й гвардейской Латышской стрелковой дивизии 22-й армии 2-го Прибалтийского фронта, снайпер, гвардии сержант; единственный латыш — полный кавалер ордена Славы.

## Биография
Родился 24 июня 1919 года в селе Рыжково Крутинского района Омской области в крестьянской семье высланных латышей. Латыш. Член КПСС с 1954 года.
После окончания педагогического училища работал учителем в семилетней школе совхоза «Партизан» Абатского района.
В Красной Армии с 1940 года. Окончил школу снайперов и разведчиков. На фронте в Великую Отечественную войну с июля 1941 года.
Командир отделения взвода пешей разведки 123-го гвардейского стрелкового полка гвардии сержант Ян Розе 14 января 1944 года около деревни Тимохово, расположенной в 33-х километрах северо-западнее города Великие Луки, находясь в поиске, ворвался во вражескую траншею, захватил унтер-офицера и доставил его в часть. За мужество и отвагу, проявленные в боях, 18 января 1944 года гвардии сержант Розе Ян Янович награждён орденом Славы 3-й степени.
Находясь в тылу противника, 3 августа 1944 года в районе населённого пункта Стеки, находящегося восточнее города Екабпилс, гвардии сержант Розе Я. Я. под артиллерийским огнём сумел добраться до штаба полка и передать собранные разведывательные данные. За мужество и отвагу, проявленные в боях, 25 августа 1944 года гвардии сержант Розе Ян Янович награждён орденом Славы 2-й степени.
К 1 августа 1944 года отважный воин-гвардеец имел на своем боевом счету несколько десятков уничтоженных противников и восемь захваченных «языков». В боях 2-25 августа 1944 года Ян Розе участвовал в двенадцати разведывательных операциях. 18 августа 1944 года гвардии сержант Розе вступил в неравный бой с группой противников, сразив огнём из автомата четверых из них. 25 августа 1944 года, возвращаясь из разведки, вынес с поля боя четырёх тяжелораненых бойцов. Во время отражения контратак противника в районе населённого пункта Озолмуйжа бесстрашный гвардеец огнём из автомата истребил более десяти вражеских солдат. С группой разведчиков захватил восемь пехотинцев в плен.
В августе 1944 года пятеро суток Янис Розе обеспечивал корректировку артиллерийского огня, забравшись на колокольню церкви в посёлке Виеталва. В ходе Мадонской операции латышские стрелки понесли самые большие потери за всю историю войны: свыше 500 человек убитыми. Подвиг Янис Розе помог его соединению подавлять огонь противника. Когда немцы обнаружили его наблюдательный пункт, на колокольню обрушился шквал огня. Однако разведчик на время поменял диспозицию, спустившись этажом ниже. Когда огонь с немецкой стороны прекратился, он возобновил работу. Так было несколько раз.
За время боёв Великой Отечественной войны Ян Янович Розе уничтожил снайперским огнем 116 вражеских солдат.
Указом Президиума Верховного Совета СССР от 24 марта 1945 года за образцовое выполнение заданий командования в боях с немецко-вражескими захватчиками гвардии сержант Розе Ян Янович награждён орденом Славы 1-й степени, став полным кавалером ордена Славы.
В 1945 году старшина Розе Я. Я. демобилизован. Участник Парадов Победы в Москве 1945, 1985, 1990 и 1995 годов.
Жил в столице Латвии — городе Риге. Работал начальником Управления кинофикации Рижского горисполкома. Заслуженный деятель культуры Латвийской ССР. Скончался 2 декабря 2000 года. Похоронен в Риге.
Награждён двумя орденами Отечественной войны 1-й степени, орденами Красной Звезды, Славы 1-й, 2-й и 3-й степени, медалями.
Имя единственного латыша — полного кавалера ордена Славы Яна Яновича Розе увековечено на Монументе славы Героям в городе Омске, на обелиске у Вечного огня в городе Тюмени и в Центральном музее Великой Отечественной войны на Поклонной горе в городе-герое Москве.

### Литературно-художественные произведения
- Полный кавалер // С. П. Алексеев. Сто рассказов о войне. 2-е изд., доп. — М., «Молодая гвардия», 1984. — стр. 186—187.